# Badminton-Europameisterschaft 2008
Die Badminton-Europameisterschaften 2008 fanden vom 12. bis zum 20. April im dänischen Herning (Mitteljütland) statt. Austragungsort waren die Messehallen der Stadt, in denen bereits die EM 1996 stattfand. Mit der erneuten Vergabe der Titelkämpfe an den nördlichen Nachbarn Deutschlands durch die Badminton Europe wurde einmal mehr die herausragende Stellung des dänischen Badmintonsports innerhalb Europas gewürdigt.
Für einige europäische Topstars waren es die letzten Europameisterschaften. Der dänische Spieler Kenneth Jonassen, der bei der EM endlich seinen Ruf als „ewiger Zweiter“ ablegen konnte, beendete seine Karriere dann nach den Olympischen Sommerspielen 2008.
Die beiden dänischen Top-Doppel Jens Eriksen/Martin Lundgaard Hansen und Lars Paaske/Jonas Rasmussen spielten im olympischen Jahr ebenfalls ihre letzten internationalen Turniere.

## Die Titelverteidiger
| Disziplin    | Sieger 2006                          | Land        |
| ------------ | ------------------------------------ | ----------- |
| Herreneinzel | Peter Gade                           | Dänemark    |
| Dameneinzel  | Xu Huaiwen                           | Deutschland |
| Herrendoppel | Jens Eriksen Martin Lundgaard Hansen | Dänemark    |
| Damendoppel  | Gail Emms Donna Kellogg              | England     |
| Mixed        | Thomas Laybourn Kamilla Rytter Juhl  | Dänemark    |
| Team         | Dänemark                             | Dänemark    |

## Medaillengewinner 2008
| Disziplin    | Gold                                       | Silber                               | Bronze                               |
| ------------ | ------------------------------------------ | ------------------------------------ | ------------------------------------ |
| Herreneinzel | Kenneth Jonassen                           | Joachim Persson                      | Przemysław Wacha                     |
| Herreneinzel | Kenneth Jonassen                           | Joachim Persson                      | Jan Ø. Jørgensen                     |
| Dameneinzel  | Xu Huaiwen                                 | Tine Rasmussen                       | Pi Hongyan                           |
| Dameneinzel  | Xu Huaiwen                                 | Tine Rasmussen                       | Juliane Schenk                       |
| Herrendoppel | Lars Paaske Jonas Rasmussen                | Jens Eriksen Martin Lundgaard Hansen | Erwin Kehlhoffner Svetoslav Stoyanov |
| Herrendoppel | Lars Paaske Jonas Rasmussen                | Jens Eriksen Martin Lundgaard Hansen | Kristof Hopp Ingo Kindervater        |
| Damendoppel  | Kamilla Rytter Juhl Lena Frier Kristiansen | Donna Kellogg Gail Emms              | Elin Bergblom Johanna Persson        |
| Damendoppel  | Kamilla Rytter Juhl Lena Frier Kristiansen | Donna Kellogg Gail Emms              | Valeria Sorokina Nina Vislova        |
| Mixed        | Anthony Clark Donna Kellogg                | Robert Mateusiak Nadieżda Kostiuczyk | Nathan Robertson Gail Emms           |
| Mixed        | Anthony Clark Donna Kellogg                | Robert Mateusiak Nadieżda Kostiuczyk | Carsten Mogensen Helle Nielsen       |

## Resultate

### Herreneinzel
- Kenneth Jonassen –  Craig Goddard: 21-8 / 21-14
- Henri Hurskainen –  Tauno Tooming: 21-8 / 21-8
- Erwin Kehlhoffner –  Jan Fröhlich: 21-13 / 21-10
- Kęstutis Navickas –  Hubert Pączek: 21-12 / 21-10
- Andrew Smith –  Rafał Hawel: 21-18 / 21-17
- Stanislav Pukhov  –  Michal Matejka: 21-9 / 21-14
- Scott Evans –  Blagovest Kisyov: 21-6 / 21-16
- Sven Eric Kastens –  Koen Ridder: 21-11 / 21-10
- Marc Zwiebler –  Aleksei Konakh: 21-7 / 21-9
- Dieter Domke –  Marco Vasconcelos: 21-19 / 21-10
- Peter Mikkelsen –  Magnús Ingi Helgason: 21-14 / 13-3 ret.
- Brice Leverdez –  Luka Zdenjak: 21-5 / 21-15
- Dicky Palyama –  Mattias Wigardt: 21-13 / 21-16
- Andrei Ivanov –  Luka Petrič: 16-21 / 21-18 / 21-17
- Jan Ø. Jørgensen –  Vladislav Druzchenko: 21-17 / 21-16
- Jürgen Koch –  Tuomas Palmqvist: 21-15 / 21-16
- Valeriy Atrashchenkov –  Alexander Sim: 21-16 / 21-9
- Björn Joppien –  Rune Massing: 21-16 / 21-8
- Christian Bösiger –  Yuhan Tan: 21-15 / 17-21 / 21-17
- Eric Pang –  Bror Madsen: 21-10 / 21-4
- Ville Lång –  Simon Maunoury: 21-17 / 21-10
- Rajiv Ouseph –  Henrik Tóth: 21-14 / 18-21 / 21-13
- Dmytro Zavadsky –  Georgios Charalambidis: 21-9 / 21-7
- Joachim Persson –  Stuart Gilliland: 21-6 / 21-12
- Aamir Ghaffar –  Misha Zilberman: 21-19 / 21-15
- Pablo Abián –  Atli Jóhannesson: 21-12 / 21-8
- Boris Kessov –  Gabriel Ulldahl: 22-20 / 6-21 / 21-16
- Steinar Klausen –  Petr Koukal: 19-21 / 21-17 / 21-16
- Richard Vaughan –  Huseyin Durakcan: 21-11 / 21-8
- Raul Must –  Klaus Raffeiner: 21-13 / 21-13
- Przemysław Wacha –  Nathan Rice: 21-9 / 21-12
- Magnus Sahlberg –  Vladimir Ivanov: w.o.
- Kenneth Jonassen –  Henri Hurskainen: 21-6 / 21-8
- Erwin Kehlhoffner –  Kęstutis Navickas: 11-21 / 21-11 / 23-21
- Stanislav Pukhov  –  Andrew Smith: 21-12 / 21-17
- Scott Evans –  Sven Eric Kastens: 21-19 / 21-19
- Dieter Domke –  Marc Zwiebler: 21-15 / 21-13
- Peter Mikkelsen –  Brice Leverdez: 18-21 / 21-13 / 21-11
- Dicky Palyama –  Andrei Ivanov: 21-14 / 21-7
- Jan Ø. Jørgensen –  Jürgen Koch: 21-11 / 21-15
- Valeriy Atrashchenkov –  Björn Joppien: 21-14 / 21-15
- Eric Pang –  Christian Bösiger: 21-14 / 21-16
- Ville Lång –  Rajiv Ouseph: 18-21 / 21-13 / 21-16
- Joachim Persson –  Dmytro Zavadsky: 21-17 / 21-16
- Pablo Abián –  Aamir Ghaffar: 22-20 / 21-19
- Steinar Klausen –  Boris Kessov: 21-10 / 16-21 / 21-15
- Richard Vaughan –  Magnus Sahlberg: 21-11 / 14-21 / 21-13
- Przemysław Wacha –  Raul Must: 21-15 / 15-21 / 21-11
- Kenneth Jonassen –  Erwin Kehlhoffner: 21-13 / 21-11
- Scott Evans –  Stanislav Pukhov : 19-21 / 21-19 / 21-12
- Dieter Domke –  Peter Mikkelsen: 21-17 / 16-21 / 21-18
- Jan Ø. Jørgensen –  Dicky Palyama: 21-16 / 10-21 / 21-19
- Eric Pang –  Valeriy Atrashchenkov: 21-17 / 21-17
- Joachim Persson –  Ville Lång: 21-12 / 21-5
- Pablo Abián –  Steinar Klausen: 21-8 / 21-9
- Przemysław Wacha –  Richard Vaughan: 21-14 / 21-19

|  | Viertelfinale | Viertelfinale    | Viertelfinale    | Viertelfinale | Viertelfinale |                  |                 | Halbfinale       | Halbfinale | Halbfinale | Halbfinale | Halbfinale |  |  | Finale | Finale | Finale | Finale | Finale |
|  |               |                  |                  |               |               |                  |                 |                  |            |            |            |            |  |  |        |        |        |        |        |
|  | 1             | Kenneth Jonassen | 21               | 21            |               |                  |                 |                  |            |            |            |            |  |  |        |        |        |        |        |
|  | 9/16          | Scott Evans      | 9                | 14            |               |                  |                 |                  |            |            |            |            |  |  |        |        |        |        |        |
|  | 9/16          | Scott Evans      | 9                | 14            |               | Kenneth Jonassen | 21              | 21               |            |            |            |            |  |  |        |        |        |        |        |
|  |               |                  |                  |               |               | Kenneth Jonassen | 21              | 21               |            |            |            |            |  |  |        |        |        |        |        |
|  |               |                  | Jan Ø. Jørgensen | 12            | 9             |                  |                 |                  |            |            |            |            |  |  |        |        |        |        |        |
|  |               | Dieter Domke     | Jan Ø. Jørgensen | 12            | 9             | 17               | 18              |                  |            |            |            |            |  |  |        |        |        |        |        |
|  |               |                  |                  |               |               | 17               | 18              |                  |            |            |            |            |  |  |        |        |        |        |        |
|  |               | Jan Ø. Jørgensen | 21               | 21            |               |                  |                 |                  |            |            |            |            |  |  |        |        |        |        |        |
|  |               |                  |                  |               |               |                  |                 | Kenneth Jonassen | 21         | 21         |            |            |  |  |        |        |        |        |        |
|  |               |                  | Joachim Persson  | 13            | 16            |                  |                 |                  |            |            |            |            |  |  |        |        |        |        |        |
|  | 5/8           | Eric Pang        | 21               | 18            | 11            |                  |                 |                  |            |            |            |            |  |  |        |        |        |        |        |
|  | 3/4           | Joachim Persson  | 11               | 21            | 21            |                  |                 |                  |            |            |            |            |  |  |        |        |        |        |        |
|  | 3/4           | Joachim Persson  | 11               | 21            | 21            |                  | Joachim Persson | 17               | 21         | 21         |            |            |  |  |        |        |        |        |        |
|  |               |                  |                  |               |               |                  | Joachim Persson | 17               | 21         | 21         |            |            |  |  |        |        |        |        |        |
|  |               |                  | Przemysław Wacha | 21            | 9             | 10               |                 |                  |            |            |            |            |  |  |        |        |        |        |        |
|  | 9/16          | Pablo Abián      | Przemysław Wacha | 21            | 9             | 10               | 11              | 17               |            |            |            |            |  |  |        |        |        |        |        |
|  | 9/16          | Pablo Abián      |                  |               |               |                  |                 | 17               |            |            |            |            |  |  |        |        |        |        |        |
|  | 2             | Przemysław Wacha | 21               | 21            |               |                  |                 |                  |            |            |            |            |  |  |        |        |        |        |        |

### Dameneinzel
- Pi Hongyan –  Olga Arkhangelskaya: 21-11 / 21-19
- Camilla Sørensen –  Maja Tvrdy: 21-19 / 21-17
- Elizabeth Cann –  Janet Köhler: 21-15 / 21-7
- Nathalie Descamps –  Elina Väisänen: 21-18 / 21-13
- Judith Meulendijks –  Gabriela Banova: 21-12 / 21-11
- Rachel van Cutsen –  Eva Sládeková: 21-12 / 21-7
- Larisa Griga –  Sarolta Varga: 21-10 / 21-9
- Simone Prutsch –  Emelie Fabbeke: 21-16 / 21-16
- Xu Huaiwen –  Kamila Augustyn: 21-12 / 21-12
- Linda Sloan –  Patty Stolzenbach: 14-21 / 21-10 / 23-21
- Ella Diehl –  Petra Petranović: 21-11 / 21-12
- Olga Konon –  Anna Narel: 21-8 / 21-16
- Petya Nedelcheva –  Akvilė Stapušaitytė: 21-8 / 21-13
- Martina Benešová –  Sinead Chambers: 21-7 / 21-11
- Ragna Ingólfsdóttir –  Agnese Allegrini: 19-21 / 21-16 / 21-15
- Sarah Walker –  Karoliine Hõim: 21-11 / 21-11
- Mariya Diptan –  Elisa Chanteur: 21-10 / 21-18
- Kati Tolmoff –  Rachel Howard: 21-13 / 21-17
- Elena Prus –  Anastasia Prokopenko: 18-21 / 21-19 / 21-14
- Tracey Hallam –  Agnieszka Wojtkowska: 21-18 / 21-7
- Nanna Brosolat Jensen –  Emma Wengberg: 21-14 / 21-11
- Sara Persson –  Chloe Magee: 21-17 / 21-13
- Jeanine Cicognini –  Katrín Atladóttir: 21-14 / 21-13
- Juliane Schenk –  Saara Hynninen: 21-10 / 21-9
- Karina Jørgensen –  Sara Blengsli Kværnø: 21-8 / 21-15
- Susan Egelstaff –  Linda Zechiri: 21-11 / 22-20
- Tinna Helgadóttir –  Lucía Tavera: 21-12 / 18-21 / 21-12
- Yao Jie –  Kristína Gavnholt: 17-21 / 21-18 / 21-10
- Anu Nieminen –  Laura Vana: 21-12 / 21-15
- Weny Rasidi –  Hana Procházková: 21-13 / 21-11
- Tine Baun –  Karin Schnaase: 21-14 / 21-7
- Mille Kongstad –  Theodora Ligomenou: 21-18 / 19-21 / 21-10
- Pi Hongyan –  Camilla Sørensen: 21-11 / 21-19
- Elizabeth Cann –  Nathalie Descamps: 21-12 / 21-16
- Judith Meulendijks –  Rachel van Cutsen: 21-16 / 21-14
- Larisa Griga –  Simone Prutsch: 21-14 / 21-12
- Xu Huaiwen –  Linda Sloan: 21-13 / 21-11
- Ella Diehl –  Olga Konon: 21-15 / 21-17
- Petya Nedelcheva –  Martina Benešová: 21-9 / 21-4
- Sarah Walker –  Ragna Ingólfsdóttir: 21-17 / 21-14
- Mariya Diptan –  Kati Tolmoff: 21-16 / 21-16
- Tracey Hallam –  Elena Prus: 21-11 / 21-12
- Sara Persson –  Nanna Brosolat Jensen: 10-21 / 21-10 / 21-13
- Juliane Schenk –  Jeanine Cicognini: 21-18 / 21-15
- Susan Egelstaff –  Karina Jørgensen: 21-11 / 21-11
- Yao Jie –  Tinna Helgadóttir: 21-9 / 21-17
- Tine Baun –  Weny Rasidi: 21-6 / 21-10
- Anu Nieminen –  Mille Kongstad: 21-8 / 21-8
- Pi Hongyan –  Elizabeth Cann: 21-12 / 21-17
- Judith Meulendijks –  Larisa Griga: 23-21 / 21-23 / 21-17
- Xu Huaiwen –  Ella Diehl: 19-21 / 21-14 / 21-9
- Petya Nedelcheva –  Sarah Walker: 21-18 / 21-14
- Tracey Hallam –  Mariya Diptan: 21-19 / 21-19
- Juliane Schenk –  Sara Persson: 21-16 / 21-18
- Yao Jie –  Susan Egelstaff: 21-17 / 21-17
- Tine Baun –  Anu Nieminen: 21-10 / 21-9

|  | Viertelfinale | Viertelfinale      | Viertelfinale  | Viertelfinale | Viertelfinale |                |    | Halbfinale | Halbfinale | Halbfinale | Halbfinale | Halbfinale |  |  | Finale | Finale | Finale | Finale | Finale |
|  |               |                    |                |               |               |                |    |            |            |            |            |            |  |  |        |        |        |        |        |
|  | 1             | Pi Hongyan         | 21             | 21            |               |                |    |            |            |            |            |            |  |  |        |        |        |        |        |
|  | 5/8           | Judith Meulendijks | 9              | 17            |               |                |    |            |            |            |            |            |  |  |        |        |        |        |        |
|  | 5/8           | Judith Meulendijks | 9              | 17            |               | Pi Hongyan     | 11 | 21         | 18         |            |            |            |  |  |        |        |        |        |        |
|  |               |                    |                |               |               | Pi Hongyan     | 11 | 21         | 18         |            |            |            |  |  |        |        |        |        |        |
|  |               |                    | Xu Huaiwen     | 21            | 4             | 21             |    |            |            |            |            |            |  |  |        |        |        |        |        |
|  | 3/4           | Xu Huaiwen         | Xu Huaiwen     | 21            | 4             | 21             | 22 | 21         |            |            |            |            |  |  |        |        |        |        |        |
|  | 3/4           | Xu Huaiwen         |                |               |               |                |    | 21         |            |            |            |            |  |  |        |        |        |        |        |
|  | 5/8           | Petya Nedelcheva   | 20             | 19            |               |                |    |            |            |            |            |            |  |  |        |        |        |        |        |
|  |               |                    |                |               |               |                |    | Xu Huaiwen | 12         | 21         | 21         |            |  |  |        |        |        |        |        |
|  |               |                    | Tine Rasmussen | 21            | 12            | 17             |    |            |            |            |            |            |  |  |        |        |        |        |        |
|  | 5/8           | Tracey Hallam      | 0              | 0             |               |                |    |            |            |            |            |            |  |  |        |        |        |        |        |
|  | 3/4           | Juliane Schenk     | 21             | 21            |               |                |    |            |            |            |            |            |  |  |        |        |        |        |        |
|  | 3/4           | Juliane Schenk     | 21             | 21            |               | Juliane Schenk | 6  | 21         | 13         |            |            |            |  |  |        |        |        |        |        |
|  |               |                    |                |               |               | Juliane Schenk | 6  | 21         | 13         |            |            |            |  |  |        |        |        |        |        |
|  |               |                    | Tine Rasmussen | 21            | 16            | 21             |    |            |            |            |            |            |  |  |        |        |        |        |        |
|  | 5/8           | Yao Jie            | Tine Rasmussen | 21            | 16            | 21             | 18 | 16         |            |            |            |            |  |  |        |        |        |        |        |
|  | 5/8           | Yao Jie            |                |               |               |                |    | 16         |            |            |            |            |  |  |        |        |        |        |        |
|  | 2             | Tine Rasmussen     | 21             | 21            |               |                |    |            |            |            |            |            |  |  |        |        |        |        |        |

### Herrendoppel
- Evgeniy Dremin /  Andrei Ivanov –  Baptiste Carême /  Laurent Constantin: 21-6 / 21-16
- Ruud Bosch /  Koen Ridder –  Tomáš Kopřiva /  Pavel Florián: 21-15 / 22-20
- Chris Adcock /  Dean George –  Magnús Ingi Helgason /  Helgi Jóhannesson: 21-10 / 21-17
- Michał Łogosz /  Robert Mateusiak –  Vahur Lukin /  Einar Veede: 21-10 / 21-6
- Svetoslav Stoyanov /  Erwin Kehlhoffner –  Andrew Bowman /  David Gilmour: 21-12 / 21-14
- Roman Spitko /  Michael Fuchs –  Konstantin Dobrev /  Yulian Hristov: 21-15 / 21-13
- Steinar Klausen /  Hallstein Oma –  Matthew Gleave /  Alexander Sim: 21-18 / 13-21 / 21-13
- Evgeniy Dremin /  Andrei Ivanov –  Jakub Bitman /  Zvonimir Đurkinjak: 21-15 / 21-11
- Robert Adcock /  Robin Middleton –  Indrek Küüts /  Meelis Maiste: 21-13 / 21-12
- Jorrit de Ruiter /  Jürgen Wouters –  Shane Razi /  Anthony Dumartheray: 21-12 / 21-14
- Kristof Hopp /  Ingo Kindervater –  Valeriy Atrashchenkov /  Georgiy Natarov: 21-13 / 21-12
- Blagovest Kisyov /  Stilian Makarski –  Magee Daniel /  Sam Magee: 21-15 / 21-13
- Frédéric Mawet /  Wouter Claes –  Thomas Bethell /  Watson Briggs: 21-19 / 21-16
- Jens Eriksen /  Martin Lundgaard Hansen –  Bjarki Stefansson /  Atli Jóhannesson: 21-9 / 21-10
- Vitaliy Konov /  Dmytro Zavadsky –  Vitaliy Durkin /  Alexandr Nikolaenko: w.o.
- Adam Cwalina /  Wojciech Szkudlarczyk –  Ilkka Nyqvist /  Tuomas Palmqvist: w.o.
- Lars Paaske /  Jonas Rasmussen –  Frederik Elsner /  Bror Madsen: 21-7 / 21-8
- Lars Paaske /  Jonas Rasmussen –  Ruud Bosch /  Koen Ridder: 21-17 / 21-10
- Chris Adcock /  Dean George –  Vitaliy Konov /  Dmytro Zavadsky: 21-13 / 21-13
- Svetoslav Stoyanov /  Erwin Kehlhoffner –  Michał Łogosz /  Robert Mateusiak: 21-23 / 24-22 / 21-11
- Roman Spitko /  Michael Fuchs –  Steinar Klausen /  Hallstein Oma: 21-14 / 21-9
- Robert Adcock /  Robin Middleton –  Evgeniy Dremin /  Andrei Ivanov: 18-21 / 21-14 / 21-11
- Kristof Hopp /  Ingo Kindervater –  Jorrit de Ruiter /  Jürgen Wouters: 21-15 / 22-20
- Frédéric Mawet /  Wouter Claes –  Blagovest Kisyov /  Stilian Makarski: 21-19 / 21-7
- Jens Eriksen /  Martin Lundgaard Hansen –  Adam Cwalina /  Wojciech Szkudlarczyk: 21-14 / 21-9

|  | Viertelfinale | Viertelfinale                        | Viertelfinale                        | Viertelfinale | Viertelfinale               |                               |    | Halbfinale                  | Halbfinale | Halbfinale | Halbfinale | Halbfinale |  |  | Finale | Finale | Finale | Finale | Finale |
|  |               |                                      |                                      |               |                             |                               |    |                             |            |            |            |            |  |  |        |        |        |        |        |
|  | 1             | Lars Paaske Jonas Rasmussen          | 21                                   | 21            |                             |                               |    |                             |            |            |            |            |  |  |        |        |        |        |        |
|  |               | Chris Adcock Dean George             | 17                                   | 10            |                             |                               |    |                             |            |            |            |            |  |  |        |        |        |        |        |
|  |               | Chris Adcock Dean George             | 17                                   | 10            | Lars Paaske Jonas Rasmussen | 22                            | 21 |                             |            |            |            |            |  |  |        |        |        |        |        |
|  |               |                                      |                                      |               |                             | 22                            | 21 |                             |            |            |            |            |  |  |        |        |        |        |        |
|  |               |                                      | Erwin Kehlhoffner Svetoslav Stoyanov | 20            | 13                          |                               |    |                             |            |            |            |            |  |  |        |        |        |        |        |
|  |               | Erwin Kehlhoffner Svetoslav Stoyanov | Erwin Kehlhoffner Svetoslav Stoyanov | 20            | 13                          | 21                            | 16 | 21                          |            |            |            |            |  |  |        |        |        |        |        |
|  |               |                                      |                                      |               |                             | 21                            | 16 | 21                          |            |            |            |            |  |  |        |        |        |        |        |
|  | 5/8           | Michael Fuchs Roman Spitko           | 15                                   | 21            | 15                          |                               |    |                             |            |            |            |            |  |  |        |        |        |        |        |
|  |               |                                      |                                      |               |                             |                               |    | Lars Paaske Jonas Rasmussen | 21         | 21         |            |            |  |  |        |        |        |        |        |
|  |               |                                      | Jens Eriksen Martin Lundgaard Hansen | 19            | 16                          |                               |    |                             |            |            |            |            |  |  |        |        |        |        |        |
|  | 5/8           | Robert Adcock Robin Middleton        | 21                                   | 21            |                             |                               |    |                             |            |            |            |            |  |  |        |        |        |        |        |
|  | 3/4           | Kristof Hopp Ingo Kindervater        | 17                                   | 11            |                             |                               |    |                             |            |            |            |            |  |  |        |        |        |        |        |
|  | 3/4           | Kristof Hopp Ingo Kindervater        | 17                                   | 11            |                             | Kristof Hopp Ingo Kindervater | 23 | 16                          | 8          |            |            |            |  |  |        |        |        |        |        |
|  |               |                                      |                                      |               |                             | Kristof Hopp Ingo Kindervater | 23 | 16                          | 8          |            |            |            |  |  |        |        |        |        |        |
|  |               |                                      | Jens Eriksen Martin Lundgaard Hansen | 21            | 21                          | 21                            |    |                             |            |            |            |            |  |  |        |        |        |        |        |
|  | 5/8           | Wouter Claes Frédéric Mawet          | Jens Eriksen Martin Lundgaard Hansen | 21            | 21                          | 21                            | 11 | 10                          |            |            |            |            |  |  |        |        |        |        |        |
|  | 5/8           | Wouter Claes Frédéric Mawet          |                                      |               |                             |                               |    | 10                          |            |            |            |            |  |  |        |        |        |        |        |
|  | 2             | Jens Eriksen Martin Lundgaard Hansen | 21                                   | 21            |                             |                               |    |                             |            |            |            |            |  |  |        |        |        |        |        |

### Damendoppel
- Mariya Diptan /  Olena Mashchenko –  Karoliine Hõim /  Laura Vana: 21-15 / 21-18
- Gail Emms /  Donna Kellogg –  Patty Stolzenbach /  Ilse Vaessen: 21-9 / 21-7
- Christinna Pedersen /  Mie Schjøtt-Kristensen –  Elodie Eymard /  Weny Rasidi: 21-17 / 15-21 / 21-11
- Imogen Bankier /  Rita Yuan Gao –  Sinead Chambers /  Chloe Magee: 21-11 / 21-16
- Ekaterina Ananina /  Anastasia Russkikh –  Diana Dimova /  Petya Nedelcheva: 21-14 / 21-12
- Małgorzata Kurdelska /  Agnieszka Wojtkowska –  Petra Hofmanová /  Šárka Křížková: 21-15 / 21-18
- Johanna Persson /  Elin Bergblom –  Matea Čiča /  Staša Poznanović: 21-9 / 21-15
- Mariya Diptan /  Olena Mashchenko –  Maya Dobreva /  Atanaska Spasova: 22-20 / 21-19
- Valeria Sorokina /  Nina Vislova –  Janet Köhler /  Annekatrin Lillie: 21-13 / 21-11
- Sabrina Jaquet /  Huwaina Razi –  Steffi Annys /  Séverine Corvilain: 21-13 / 21-15
- Joanne Nicholas /  Natalie Munt –  Emelie Fabbeke /  Emma Wengberg: 21-9 / 21-11
- Rachel van Cutsen /  Paulien van Dooremalen –  Ragna Ingólfsdóttir /  Katrín Atladóttir: 21-7 / 21-13
- Kamila Augustyn /  Nadieżda Zięba –  Saara Hynninen /  Elina Väisänen: 21-13 / 21-18
- Elisa Chanteur /  Laura Choinet –  Martina Benešová /  Hana Procházková: 21-9 / 21-15
- Larisa Griga /  Elena Prus –  Aile Anja /  Helen Reino: w.o.
- Lena Frier Kristiansen /  Kamilla Rytter Juhl –  Linda Sloan /  Jillie Cooper: w.o.
- Gail Emms /  Donna Kellogg –  Christinna Pedersen /  Mie Schjøtt-Kristensen: 21-8 / 21-11
- Ekaterina Ananina /  Anastasia Russkikh –  Małgorzata Kurdelska /  Agnieszka Wojtkowska: 21-18 / 21-18
- Johanna Persson /  Elin Bergblom –  Larisa Griga /  Elena Prus: 21-12 / 21-16
- Valeria Sorokina /  Nina Vislova –  Mariya Diptan /  Olena Mashchenko: 21-10 / 21-10
- Joanne Nicholas /  Natalie Munt –  Sabrina Jaquet /  Huwaina Razi: 21-13 / 21-10
- Kamila Augustyn /  Nadieżda Zięba –  Rachel van Cutsen /  Paulien van Dooremalen: 19-21 / 21-14 / 21-11
- Lena Frier Kristiansen /  Kamilla Rytter Juhl –  Elisa Chanteur /  Laura Choinet: 21-5 / 21-23 / 21-8
- Gail Emms /  Donna Kellogg –  Imogen Bankier /  Rita Yuan Gao: 21-9 / 21-13

|  | Viertelfinale | Viertelfinale                              | Viertelfinale                              | Viertelfinale | Viertelfinale           |                               |    | Halbfinale              | Halbfinale | Halbfinale | Halbfinale | Halbfinale |  |  | Finale | Finale | Finale | Finale | Finale |
|  |               |                                            |                                            |               |                         |                               |    |                         |            |            |            |            |  |  |        |        |        |        |        |
|  | 1             | Gail Emms Donna Kellogg                    | 21                                         | 21            |                         |                               |    |                         |            |            |            |            |  |  |        |        |        |        |        |
|  |               | Imogen Bankier Yuan Gao                    | 9                                          | 13            |                         |                               |    |                         |            |            |            |            |  |  |        |        |        |        |        |
|  |               | Imogen Bankier Yuan Gao                    | 9                                          | 13            | Gail Emms Donna Kellogg | 21                            | 21 |                         |            |            |            |            |  |  |        |        |        |        |        |
|  |               |                                            |                                            |               |                         | 21                            | 21 |                         |            |            |            |            |  |  |        |        |        |        |        |
|  |               |                                            | Elin Bergblom Johanna Persson              | 18            | 7                       |                               |    |                         |            |            |            |            |  |  |        |        |        |        |        |
|  | 3/4           | Ekaterina Ananina Anastasia Russkikh       | Elin Bergblom Johanna Persson              | 18            | 7                       | 21                            | 17 | 18                      |            |            |            |            |  |  |        |        |        |        |        |
|  | 3/4           | Ekaterina Ananina Anastasia Russkikh       |                                            |               |                         |                               |    | 18                      |            |            |            |            |  |  |        |        |        |        |        |
|  | 5/8           | Elin Bergblom Johanna Persson              | 18                                         | 21            | 21                      |                               |    |                         |            |            |            |            |  |  |        |        |        |        |        |
|  |               |                                            |                                            |               |                         |                               |    | Gail Emms Donna Kellogg | 18         | 18         |            |            |  |  |        |        |        |        |        |
|  |               |                                            | Kamilla Rytter Juhl Lena Frier Kristiansen | 21            | 21                      |                               |    |                         |            |            |            |            |  |  |        |        |        |        |        |
|  | 5/8           | Valeria Sorokina Nina Vislova              | 21                                         | 21            |                         |                               |    |                         |            |            |            |            |  |  |        |        |        |        |        |
|  | 3/4           | Natalie Munt Joanne Nicholas               | 15                                         | 12            |                         |                               |    |                         |            |            |            |            |  |  |        |        |        |        |        |
|  | 3/4           | Natalie Munt Joanne Nicholas               | 15                                         | 12            |                         | Valeria Sorokina Nina Vislova | 19 | 20                      |            |            |            |            |  |  |        |        |        |        |        |
|  |               |                                            |                                            |               |                         | Valeria Sorokina Nina Vislova | 19 | 20                      |            |            |            |            |  |  |        |        |        |        |        |
|  |               |                                            | Kamilla Rytter Juhl Lena Frier Kristiansen | 21            | 22                      |                               |    |                         |            |            |            |            |  |  |        |        |        |        |        |
|  | 5/8           | Kamila Augustyn Nadieżda Kostiuczyk        | Kamilla Rytter Juhl Lena Frier Kristiansen | 21            | 22                      | 21                            | 13 |                         |            |            |            |            |  |  |        |        |        |        |        |
|  | 5/8           | Kamila Augustyn Nadieżda Kostiuczyk        |                                            |               |                         |                               |    |                         |            |            |            |            |  |  |        |        |        |        |        |
|  | 2             | Kamilla Rytter Juhl Lena Frier Kristiansen | 23                                         | 21            |                         |                               |    |                         |            |            |            |            |  |  |        |        |        |        |        |

### Mixed
- Dmytro Zavadsky /  Mariya Diptan –  Simon Enkerli /  Sanya Herzig: 21-15 / 21-12
- Vitaliy Konov /  Olena Mashchenko –  Bjarki Stefansson /  Katrín Atladóttir: 21-11 / 21-12
- Watson Briggs /  Jillie Cooper –  Wojciech Szkudlarczyk /  Agnieszka Wojtkowska: 21-16 / 19-21 / 21-14
- Baptiste Carême /  Laura Choinet –  Roman Zirnwald /  Tina Riedl: 21-15 / 21-14
- Michael Fuchs /  Karin Schnaase –  Ants Mängel /  Karoliine Hõim: 21-15 / 8-21 / 21-16
- Robin Middleton /  Jenny Wallwork –  Jorrit de Ruiter /  Ilse Vaessen: 21-14 / 21-11
- Rasmus Bonde /  Line Damkjær Kruse –  Steinar Klausen /  Sara Blengsli Kværnø: 21-12 / 21-12
- Carsten Mogensen /  Helle Nielsen –  Vladimir Metodiev /  Gabriela Banova: 21-17 / 21-16
- Evgeniy Dremin /  Anastasia Russkikh –  Ilkka Nyqvist /  Elina Väisänen: 21-5 / 21-8
- Konstantin Dobrev /  Maya Dobreva –  Zvonimir Đurkinjak /  Staša Poznanović: 18-21 / 21-18 / 21-15
- Helgi Jóhannesson /  Tinna Helgadóttir –  Vahur Lukin /  Helen Reino: 21-13 / 21-13
- Svetoslav Stoyanov /  Elodie Eymard –  Pavel Florián /  Martina Benešová: 21-14 / 21-11
- Ruud Bosch /  Paulien van Dooremalen –  Valeriy Atrashchenkov /  Elena Prus: 21-16 / 21-11
- Stilian Makarski /  Diana Dimova –  Magnús Ingi Helgason /  Sara Jónsdóttir: w.o.
- Matthew Gleave /  Sinead Chambers –  Vitaliy Durkin /  Valeria Sorokina: w.o.
- Wouter Claes /  Nathalie Descamps –  Frederik Elsner /  Mille Kongstad: 21-8 / 0-2
- Adam Cwalina /  Małgorzata Kurdelska –  Johannes Schöttler /  Annekatrin Lillie: 21-19 / 21-23 / 23-21
- Nathan Robertson /  Gail Emms –  Joachim Fischer Nielsen /  Christinna Pedersen: 21-13 / 21-13
- Dmytro Zavadsky /  Mariya Diptan –  Vitaliy Konov /  Olena Mashchenko: 21-19 / 21-18
- Watson Briggs /  Jillie Cooper –  Wouter Claes /  Nathalie Descamps: 16-21 / 21-15 / 23-21
- Robert Mateusiak /  Nadieżda Zięba –  Sam Magee /  Chloe Magee: 21-17 / 21-14
- Baptiste Carême /  Laura Choinet –  Stilian Makarski /  Diana Dimova: 21-8 / 21-16
- Ingo Kindervater /  Kathrin Piotrowski –  Tomáš Kopřiva /  Hana Procházková: 21-19 / 21-18
- Robin Middleton /  Jenny Wallwork –  Michael Fuchs /  Karin Schnaase: 21-18 / 21-16
- Carsten Mogensen /  Helle Nielsen –  Rasmus Bonde /  Line Damkjær Kruse: 21-15 / 21-9
- Kristof Hopp /  Birgit Overzier –  Matthew Gleave /  Sinead Chambers: 21-7 / 21-12
- Evgeniy Dremin /  Anastasia Russkikh –  Konstantin Dobrev /  Maya Dobreva: 21-11 / 21-10
- Thomas Laybourn /  Kamilla Rytter Juhl –  Aleksei Konakh /  Alesia Zaitsava: 21-9 / 21-10
- Helgi Jóhannesson /  Tinna Helgadóttir –  Adam Cwalina /  Małgorzata Kurdelska: 25-23 / 21-9
- Robert Blair /  Imogen Bankier –  Anthony Dumartheray /  Sabrina Jaquet: 21-14 / 21-10
- Ruud Bosch /  Paulien van Dooremalen –  Svetoslav Stoyanov /  Elodie Eymard: 21-16 / 21-11
- Anthony Clark /  Donna Kellogg –  Frédéric Mawet /  Séverine Corvilain: 21-12 / 21-7
- Misha Zilberman /  Svetlana Zilberman –  Alexandr Nikolaenko /  Nina Vislova: w.o.
- Nathan Robertson /  Gail Emms –  Dmytro Zavadsky /  Mariya Diptan: 21-19 / 21-16
- Watson Briggs /  Jillie Cooper –  Misha Zilberman /  Svetlana Zilberman: 21-8 / 21-16
- Robert Mateusiak /  Nadieżda Zięba –  Baptiste Carême /  Laura Choinet: 21-8 / 21-16
- Ingo Kindervater /  Kathrin Piotrowski –  Robin Middleton /  Jenny Wallwork: 21-15 / 21-12
- Carsten Mogensen /  Helle Nielsen –  Kristof Hopp /  Birgit Overzier: 21-15 / 21-9
- Thomas Laybourn /  Kamilla Rytter Juhl –  Evgeniy Dremin /  Anastasia Russkikh: 21-6 / 21-19
- Robert Blair /  Imogen Bankier –  Helgi Jóhannesson /  Tinna Helgadóttir: 21-14 / 21-13
- Anthony Clark /  Donna Kellogg –  Ruud Bosch /  Paulien van Dooremalen: 21-9 / 21-13

|  | Viertelfinale | Viertelfinale                        | Viertelfinale                        | Viertelfinale | Viertelfinale              |    |                                | Halbfinale                           | Halbfinale | Halbfinale | Halbfinale | Halbfinale |  |  | Finale | Finale | Finale | Finale | Finale |
|  |               |                                      |                                      |               |                            |    |                                |                                      |            |            |            |            |  |  |        |        |        |        |        |
|  | 1             | Nathan Robertson Gail Emms           | 21                                   | 21            |                            |    |                                |                                      |            |            |            |            |  |  |        |        |        |        |        |
|  |               | Watson Briggs Jillie Cooper          | 5                                    | 9             |                            |    |                                |                                      |            |            |            |            |  |  |        |        |        |        |        |
|  |               | Watson Briggs Jillie Cooper          | 5                                    | 9             | Nathan Robertson Gail Emms | 21 | 10                             | 6                                    |            |            |            |            |  |  |        |        |        |        |        |
|  |               |                                      |                                      |               |                            | 21 | 10                             | 6                                    |            |            |            |            |  |  |        |        |        |        |        |
|  |               |                                      | Robert Mateusiak Nadieżda Kostiuczyk | 14            | 21                         | 21 |                                |                                      |            |            |            |            |  |  |        |        |        |        |        |
|  | 3/4           | Robert Mateusiak Nadieżda Kostiuczyk | Robert Mateusiak Nadieżda Kostiuczyk | 14            | 21                         | 21 | 21                             | 21                                   |            |            |            |            |  |  |        |        |        |        |        |
|  | 3/4           | Robert Mateusiak Nadieżda Kostiuczyk |                                      |               |                            |    |                                | 21                                   |            |            |            |            |  |  |        |        |        |        |        |
|  | 5/8           | Ingo Kindervater Kathrin Piotrowski  | 19                                   | 15            |                            |    |                                |                                      |            |            |            |            |  |  |        |        |        |        |        |
|  |               |                                      |                                      |               |                            |    |                                | Robert Mateusiak Nadieżda Kostiuczyk | 21         | 20         | 15         |            |  |  |        |        |        |        |        |
|  |               |                                      | Anthony Clark Donna Kellogg          | 16            | 22                         | 21 |                                |                                      |            |            |            |            |  |  |        |        |        |        |        |
|  |               | Carsten Mogensen Helle Nielsen       | 19                                   | 21            |                            |    |                                |                                      |            |            |            |            |  |  |        |        |        |        |        |
|  | 3/4           | Thomas Laybourn Kamilla Rytter Juhl  | 21                                   | 13            | r.                         |    |                                |                                      |            |            |            |            |  |  |        |        |        |        |        |
|  | 3/4           | Thomas Laybourn Kamilla Rytter Juhl  | 21                                   | 13            | r.                         |    | Carsten Mogensen Helle Nielsen | 18                                   | 19         |            |            |            |  |  |        |        |        |        |        |
|  |               |                                      |                                      |               |                            |    | Carsten Mogensen Helle Nielsen | 18                                   | 19         |            |            |            |  |  |        |        |        |        |        |
|  |               |                                      | Anthony Clark Donna Kellogg          | 21            | 21                         |    |                                |                                      |            |            |            |            |  |  |        |        |        |        |        |
|  | 5/8           | Robert Blair Imogen Bankier          | Anthony Clark Donna Kellogg          | 21            | 21                         | 21 | 14                             | 14                                   |            |            |            |            |  |  |        |        |        |        |        |
|  | 5/8           | Robert Blair Imogen Bankier          |                                      |               |                            |    |                                | 14                                   |            |            |            |            |  |  |        |        |        |        |        |
|  | 2             | Anthony Clark Donna Kellogg          | 13                                   | 21            | 21                         |    |                                |                                      |            |            |            |            |  |  |        |        |        |        |        |

## Medaillenspiegel
| Pos. | Land        | Gold | Silber | Bronze | Total |
| ---- | ----------- | ---- | ------ | ------ | ----- |
| 1    | Dänemark    | 3    | 3      | 2      | 8     |
| 2    | England     | 1    | 1      | 1      | 3     |
| 3    | Deutschland | 1    | 0      | 2      | 3     |
| 4    | Polen       | 0    | 1      | 1      | 2     |
| 5    | Frankreich  | 0    | 0      | 2      | 2     |
| 6    | Schweden    | 0    | 0      | 1      | 1     |
| 6    | Russland    | 0    | 0      | 1      | 1     |